# Campeonato Paranaense de Futsal de 2020 - Segunda Divisão
O Campeonato Paranaense de Futsal - Segunda Divisão, cujo nome usual é Chave Prata, foi a 26ª edição da segunda mais importante competição da modalidade no estado, sua organização é de competência da Federação Paranaense de Futsal. Os dois mais bem colocados foram promovidos a Chave Ouro de 2021.O título ficou com o Operário Laranjeiras ao vencer o Coronel.

## Participantes em2020
| Clube                   | Cidade               | Ginásio                               |
| ----------------------- | -------------------- | ------------------------------------- |
| AAEMA Mariópolis        | Mariópolis           | Ginásio de Esportes AAEMA             |
| ADAB Bituruna           | Bituruna             | Ginásio Paulo Roberto Geyer           |
| APAF Futsal             | Paranaguá            | Ginásio Albertina Salmon              |
| Coronel Futsal          | Coronel Vivida       | Ginásio Polo Esportivo                |
| Guarapuava              | Guarapuava           | Joaquim Prestes                       |
| PAC Pinhão Futsal       | Pinhão               | Ginásio Rubens Spengler               |
| Pitanga Futsal São João | Pitanga              | Ginásio Lôlo Cleve Filho              |
| São Miguel Futsal       | São Miguel do Iguaçu | Ginásio de Esportes Joelson Marcelino |
| Operário Laranjeiras    | Laranjeiras do Sul   | Ginásio de Esportes Laranjão          |

## Primeira Fase
| Pos | Times                   | Pts | J | V | E | D | GP | GC | SG  | GA   | Classificação                             |
| --- | ----------------------- | --- | - | - | - | - | -- | -- | --- | ---- | ----------------------------------------- |
| 1   | Operário Laranjeiras    | 21  | 8 | 7 | 0 | 1 | 23 | 6  | +17 | 3,83 | Zona de Classificação para a Segunda Fase |
| 2   | Coronel Futsal          | 18  | 8 | 6 | 0 | 2 | 26 | 14 | +12 | 1,86 | Zona de Classificação para a Segunda Fase |
| 3   | São Miguel              | 16  | 8 | 5 | 1 | 2 | 25 | 20 | +5  | 1,25 | Zona de Classificação para a Segunda Fase |
| 4   | AAEMA Mariópolis        | 13  | 8 | 4 | 1 | 3 | 26 | 25 | +1  | 1,04 | Zona de Classificação para a Segunda Fase |
| 5   | Pitanga Futsal/São João | 13  | 8 | 4 | 1 | 3 | 21 | 17 | +4  | 1,24 | Zona de Classificação para a Segunda Fase |
| 6   | Guarapuava              | 8   | 8 | 2 | 2 | 4 | 15 | 21 | -6  | 0,71 | Zona de Classificação para a Segunda Fase |
| 7   | APAF Futsal             | 6   | 8 | 2 | 0 | 6 | 22 | 23 | -1  | 1,09 | Zona de Classificação para a Segunda Fase |
| 8   | ADAB Bituruna           | 5   | 8 | 1 | 2 | 5 | 19 | 37 | -18 | 0,51 | Zona de Classificação para a Segunda Fase |
| 9   | PAC Pinhão              | 4   | 8 | 1 | 1 | 6 | 16 | 30 | -14 | 0,53 | Eliminados na primeira fase               |

## Segunda Fase
Grupo A
- Bituruna perdeu 9 pontos por escalação irregular.

| Pos | Equipe                   | PG | J | V | E | D | GP | GS | SG  | GA   | Classificação                  |
| --- | ------------------------ | -- | - | - | - | - | -- | -- | --- | ---- | ------------------------------ |
| 1   | Operário Laranjeiras     | 14 | 6 | 4 | 2 | 0 | 21 | 10 | +11 | 1,91 | Classificados para a semifinal |
| 2   | ADAB Bituruna*           | 9  | 6 | 3 | 0 | 3 | 22 | 20 | +2  | 1,10 | Classificados para a semifinal |
| 3   | AAEMA Mariópolis         | 8  | 6 | 2 | 2 | 2 | 16 | 16 | 0   | 1,00 |                                |
| 4   | Pitanga Futsal/ São João | 2  | 6 | 0 | 2 | 4 | 15 | 27 | -12 | 0,56 |                                |

Grupo B
| Pos | Equipe         | PG | J | V | E | D | GP | GS | SG | GA   | Classificação                  |
| --- | -------------- | -- | - | - | - | - | -- | -- | -- | ---- | ------------------------------ |
| 1   | Coronel Futsal | 10 | 6 | 3 | 1 | 2 | 15 | 14 | +1 | 1,07 | Classificados para a semifinal |
| 2   | São Miguel     | 10 | 6 | 3 | 1 | 2 | 14 | 9  | +5 | 1,56 | Classificados para a semifinal |
| 3   | Guarapuava     | 8  | 6 | 2 | 2 | 2 | 11 | 13 | -2 | 0,85 |                                |
| 4   | APAF Futsal    | 5  | 6 | 1 | 2 | 3 | 14 | 18 | -4 | 0,78 |                                |

## Play-Offs
Em itálico, os times que possuem o mando de campo no primeiro jogo do confronto e em negrito os times classificados.
|  | Semifinais                      | Semifinais     | Semifinais | Semifinais |  |  | final                          | final | final | final |
|  |                                 |                |            |            |  |  |                                |       |       |       |
|  | 3 de dezembro e 5 de dezembro   |                |            |            |  |  |                                |       |       |       |
|  | Operário Laranjeiras            | 5              | 5          |            |  |  |                                |       |       |       |
|  | São Miguel                      | 1              | 1          |            |  |  |                                |       |       |       |
|  |                                 |                |            |            |  |  |                                |       |       |       |
|  |                                 |                |            |            |  |  | 9 de dezembro e 12 de dezembro |       |       |       |
|  |                                 |                |            |            |  |  | Operário Laranjeiras           | 2     | 3     |       |
|  |                                 | Coronel Futsal | 2          | 0          |  |  |                                |       |       |       |
|  |                                 |                |            |            |  |  |                                |       |       |       |
|  | 28 de novembro e 03 de dezembro |                |            |            |  |  |                                |       |       |       |
|  | AAEMA Mariópolis                | 4              | 0          | 1(pro)     |  |  |                                |       |       |       |
|  | Coronel Futsal                  | 2              | 4          | 4(pro)     |  |  |                                |       |       |       |

## Premiação
| Chave Prata 2020                         |
| borderô                                  |
| ---------------------------------------- |
| Operário Laranjeiras Campeão (1º título) |